# LOSER (米津玄师歌曲)
《LOSER》是米津玄师的第五张单曲，2016年9月28日由索尼音乐唱片公司发行。

## 概述
此歌曲的发布距离米津玄师的上一张专辑《Unbelievers》时隔大约1年，并且以双A面的形式发行，另一首A面单曲为《Number Nine》。上一张专辑的发行公司为环球音乐，而这首歌曲的发行公司变更为了索尼音乐唱片公司。歌曲发行的实体专辑共有三个版本。附有缓冲信封、贴着"LOSER"标志的CD纸质壳和刻有涂鸦的狗牌"LOSER盘"，附有7英寸大小的CD纸质壳和音乐视频DVD的"九号盘(ナンバーナイン盤)"，以及只有CD本体的"普通盘"。此外，以上三个版本的专辑的最初版本都附带有米津玄师在2016年11月至12月间举行的现场巡演“Kenshi Yonezu 2016 TOUR / Hauru”的门票抽选序列号。
专辑A面同为主打歌的《Number Nine》在开放于同年7月22日至9月25日在森美术馆举办的卢浮宫特别展览“Louvre No.9 ~ Manga, the Ninth Art ~”中出现，由米津玄师作词作曲作为展览的形象歌曲。此外，在这场展览中还展出了米津玄师绘制的特别插画，并在会场内出售附着此插画的原创商品。

## 关于歌曲

#### 1.《LOSER》
此歌曲是一首带有辛辣的自我讽刺的歌曲，融入了嘻哈元素，以快节奏的演唱风格为特色。
此歌曲的创作是在《Number Nine》之后完成的。
2016年9月14日星期三的晚上，米津玄师在SNS上宣布了一条信息："我要做个小项目。(ps:大家请多关照)"，并在LINE LIVE上开始倒计时。此消息一出，便在粉丝之间成为了热门话题。从次日15日周四的中午开始，每30分钟便会发布一则用于定位的提示，提示每一次都比上一次变得精确。倒计时结束后，《LOSER》的音乐视频被投影到了最终定位的地点——东京涩谷一栋大楼的墙上，代表着此歌曲的首次出现。在音乐视频中，米津玄师本人在空荡的教室、楼梯和夜晚的街道上表演了现代舞，辻本智彦负责编舞。关于这段舞蹈的录制过程，米津玄师表示："我的舞蹈老师每天辅导我连续两三个星期。然而，在练习这段舞蹈之前，我唯一一次做运动是在初中的时候打网球。对于一个从那时起就没有运动过的人来说，那段日子就像地狱一样（笑）。"
此歌曲在2018年5月发行后，被选用为本田车型「本田杰德 」的宣传广告曲。

#### 2.《Number Nine》
此歌曲创作为森美术馆举办的卢浮宫特别展览“Louvre No.9 ~ Manga, the Ninth Art ~”的官方形象歌曲。音乐视频收录于最初发行版本的"九号盘(ナンバーナイン盤)"中，并未在米津玄师的官方YouTube频道上发布，也是米津玄师迄今为止唯一一个没有在官方频道发布的单曲作品。

#### 3.《amen》
在这三首单曲中，《amen》是唯一一首完全由米津玄师本人创作的歌曲。歌曲充满了黑暗氛围并融入了福音元素。
间奏中有一段类似朗诵的人声采样和声部分并没有出现在歌词中，并且这部分与副歌重叠，很难听清楚。有的粉丝们猜测这可能是来自于奥古斯丁的自传《忏悔录》中的段落。对于段落的具体内容，米津玄师本人表示:"这是秘密"。

## 收录歌曲

### CD
| 曲序     | 曲目           | 编曲       | 时长  |
| -------- | -------------- | ---------- | ----- |
| 1.       | LOSER          | 米津玄師 / | 4:03  |
| 2.       | ナンバーナイン | 米津玄師 / | 4:23  |
| 3.       | amen           | 米津玄師   | 4:34  |
| 总时长： | 总时长：       | 总时长：   | 13:00 |

### DVD[九号盘(ナンバーナイン盤)]
| 曲序 | 曲目                      |
| ---- | ------------------------- |
| 1.   | LOSER -Music Video-       |
| 2.   | Number Nine -Music Video- |